# Aimo Cajander
Aimo Kaarlo Cajander (4 tháng 4 năm 1879 tại Uusikaupunki - 21 tháng 1 năm 1943 tại Helsinki), ngoài thực vật học, được biết đến là Thủ tướng Phần Lan cho tới Chiến tranh Mùa Đông.
Ông là giáo sư lâm nghiệp năm 1911–34; Tổng giám đốc Cục Rừng và Công viên của Phần Lan 1934-1943; Thủ tướng vào năm 1922, 1924 và 1937-1939; Chủ tịch Đảng Tiến bộ Quốc gia 1933-1943; Và Thành viên Quốc hội.
Nhà nghiên cứu rừng Cajander đến chính trị vào năm 1922 khi Tổng thống Ståhlberg yêu cầu ông nhậm chức thủ tướng. Trước đây ông chưa tham gia tích cực vào chính trị. Ståhlberg đã mời ông trở thành Thủ tướng lần thứ hai vào tháng 1 năm 1924. Các tủ thời gian ngắn của Cajander chỉ là những người chăm sóc trước cuộc bầu cử quốc hội.
Cajander gia nhập Đảng Dân chủ Tiến bộ năm 1927 và năm 1928 ông được chọn làm Bộ trưởng Quốc phòng. Cajander được bầu vào Quốc hội vào năm 1929. Khi Kyösti Kallio được bầu làm Tổng thống vào năm 1937, Cajander được yêu cầu làm Chủ tịch Đảng Tiến bộ Quốc gia thành lập chính phủ đa số. Cajander thành lập một chính phủ liên minh của hai Đảng lớn nhất trong quốc hội - Dân chủ Xã hội và Liên đoàn Nông nghiệp. Cajander là người duy tâm chưa tin vào tháng 8 năm 1939 rằng Liên Xô sẽ tấn công Phần Lan. Một phần vì lý do này Quân đội Phần Lan bị bắt buộc phải chiến đấu không được trang bị đầy đủ.
Tên gọi của Cajander được nhớ đến với "Mẫu Cajander", thời trang của nhiều chiến binh Phần Lan trong Chiến tranh Mùa đông: quân đội không được trang bị đầy đủ, do đó, lính tập thể đã được cấp một chiếc đai tiện ích, một biểu tượng gắn vào nón - để tuân theo Công ước Hague - Và, hy vọng, một khẩu súng trường. Nếu không, họ phải sử dụng quần áo và trang thiết bị của họ.